# Kevin Farrell
Kevin Joseph Farrell, född 2 september 1947 i Dublin, är en amerikansk kardinal och biskop. Han var åren 2007–2016 biskop av Dallas. Sistnämnda år utsågs han till prefekt för Dikasteriet för lekmännen, familjen och livet. Sedan februari 2019 är Farrell camerlengo.
Farrell är sedan 2024 ordförande för Vatikanstatens kassationsdomstol.

## Biografi
Kevin Farrell blev år 1966 medlem av Kristi legionärer. Han studerade vid Påvliga universitetet Gregoriana och senare vid Angelicum, där han blev licentiat i såväl filosofi som teologi. Ferrell prästvigdes den 24 december 1978. År 1984 lämnade han Kristi legionärer.
I december 2001 utnämndes Farrell till titulärbiskop av Rusuccurrensis och hjälpbiskop av Washington och biskopsvigdes den 11 februari året därpå av kardinal Theodore McCarrick i Basilica of the National Shrine of the Immaculate Conception. McCarrick assisterades vid detta tillfälle av kardinal James Aloysius Hickey och biskop Leonard Olivier. År 2007 installerades Farrell som biskop av Dallas.
Den 19 november 2016 upphöjde påve Franciskus Farrell till kardinaldiakon med San Giuliano Martire som diakonia; kyrkan är belägen i nordvästra Rom.
Den 14 februari 2019 utnämnde påven Farrell till camerlengo och han blev därmed Jean-Louis Taurans efterträdare.

## Bilder

Kardinal Farrells diakonia
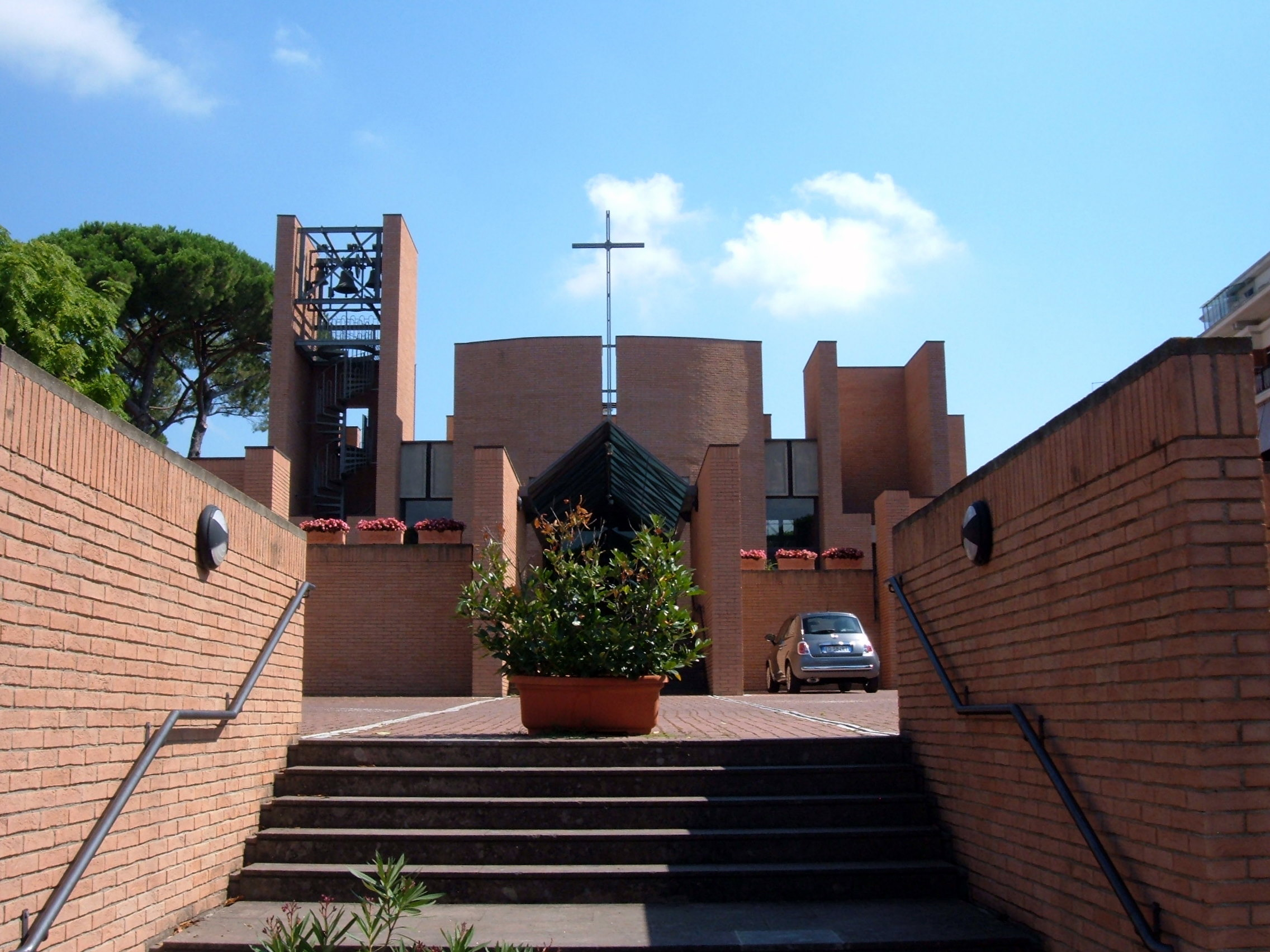
San Giuliano Martire.